# Papilio alexanor
L'alessanore (Papilio alexanor Esper, 1799) è un lepidottero diurno appartenente alla famiglia Papilionidae.

## Descrizione

### Adulto
L'apertura alare dell'adulto va da 62 a 70 mm. Può essere confusa con specie molto più comuni, come Papilio machaon e Iphiclides podalirius. Si distingue per le bande nere pressoché parallele che attraversano verticalmente le ali. Rispetto al macaone è più piccolo e presenta una tonalità giallo brillante più intensa; inoltre in entrambi i sessi lo spazio basale dell'ala anteriore è giallo, anziché cosparso di squame nere. La femmina è spesso più grande del maschio.

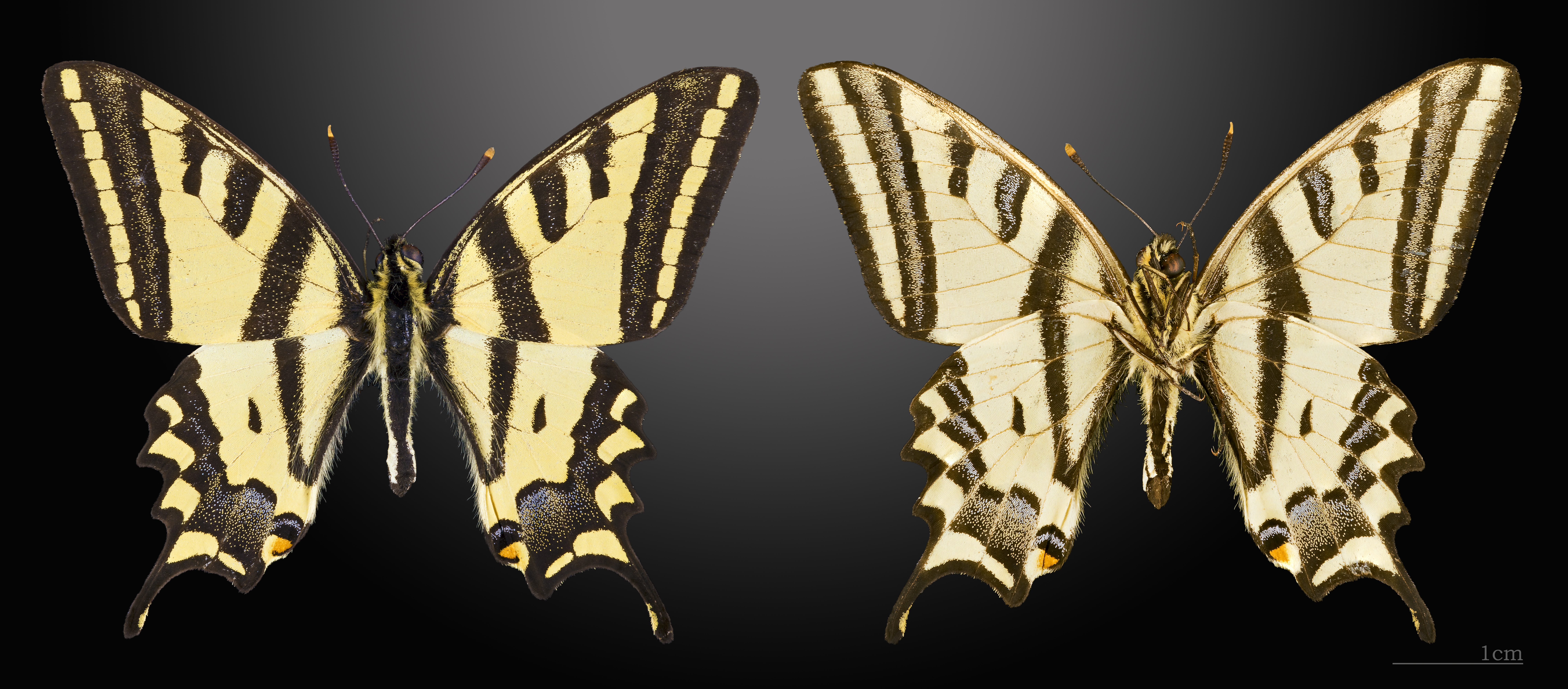
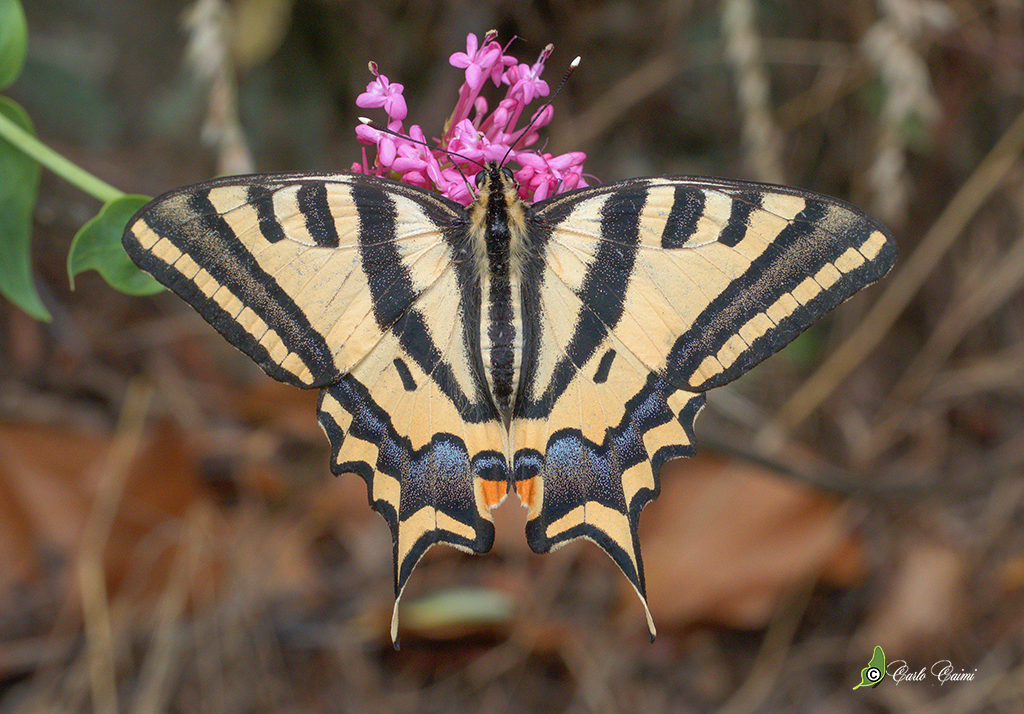
Papilio alexanor-Liguria, prov. di Imperia.
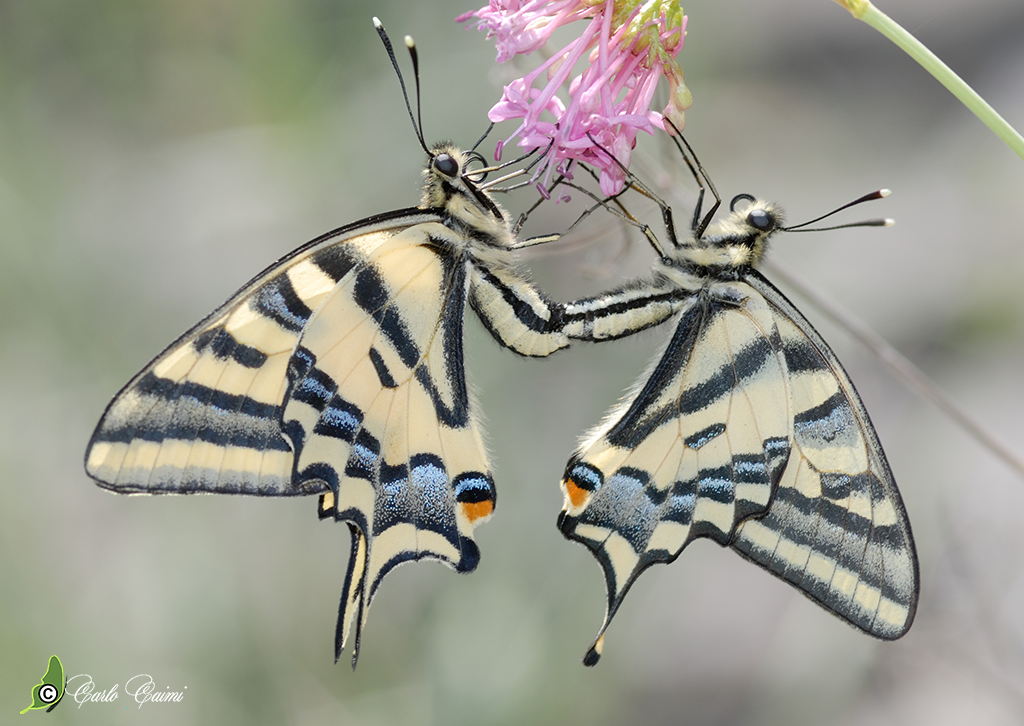
Papilio alexanor-Accoppiamento, Francia dipartimento Hautes Alpes
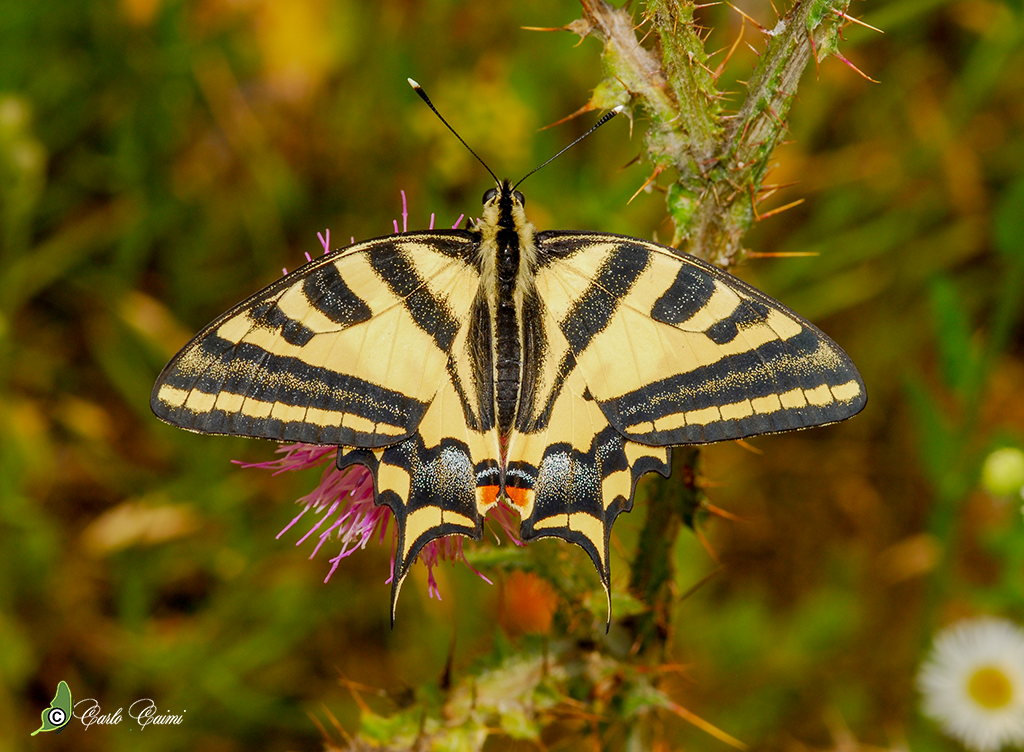
Papilio alexanor-Piemonte, Valle Gesso (CN)

### Uovo
Le uova sono sferiche con un colore che varia dal verde-azzurrato dal momento della deposizione, per poi virare al giallognolo. L'uovo schiude tra i cinque e gli otto giorni successivi alla deposizione.

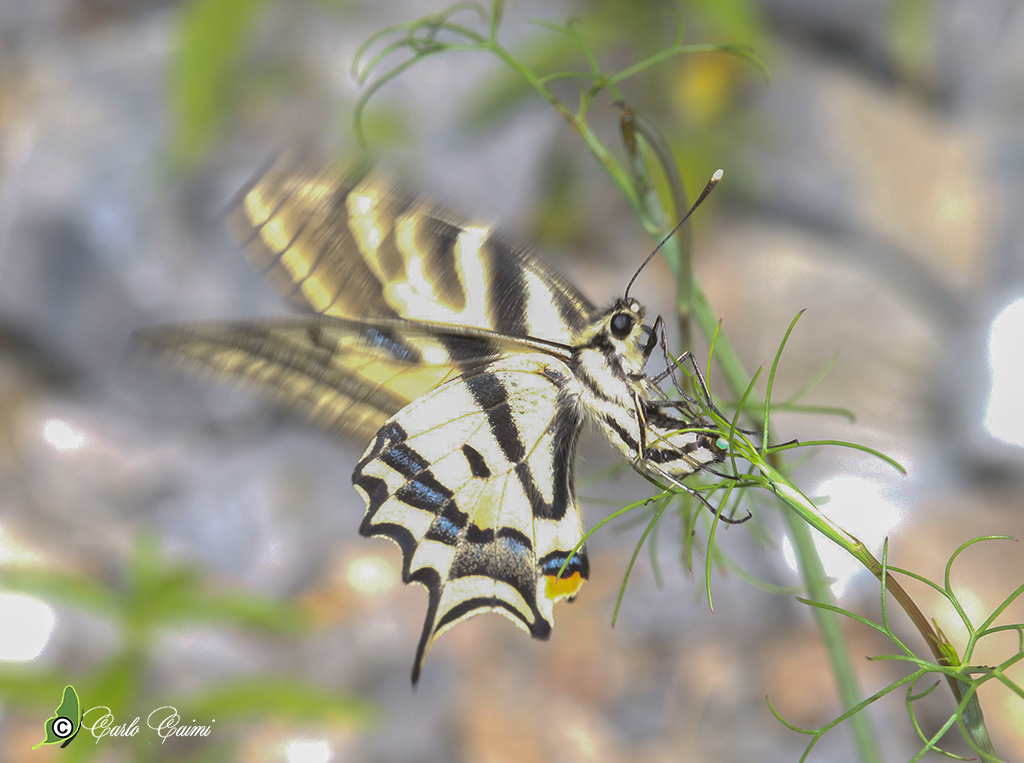
Papilio alexanor-deposizione uovo.
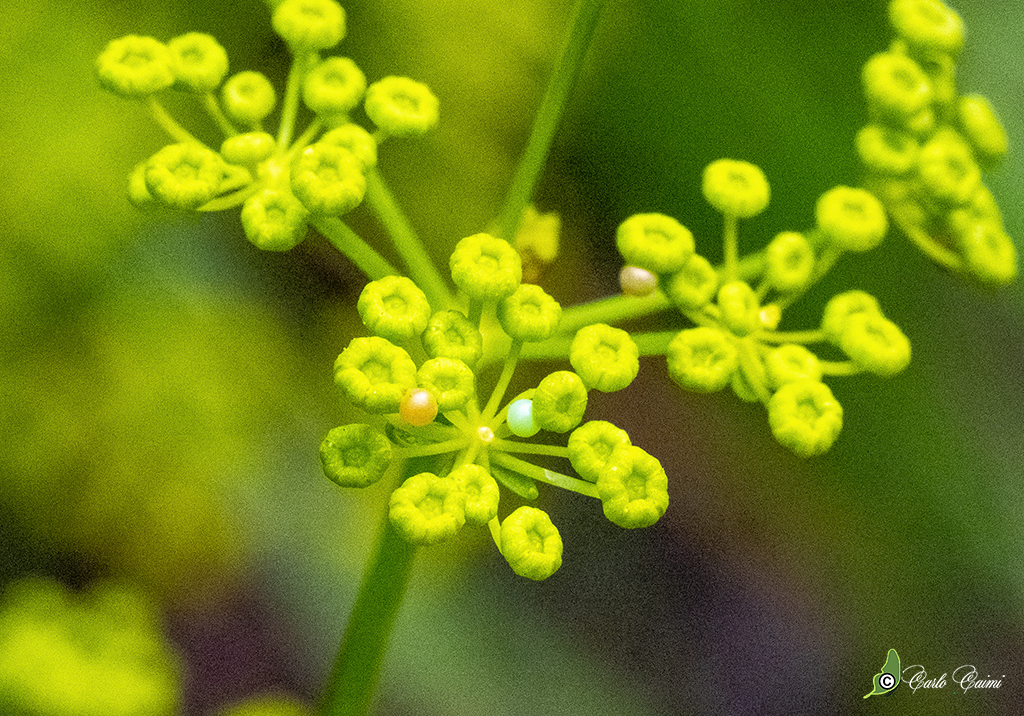
Papilio alexanor-Uova Liguria, prov. di Imperia.
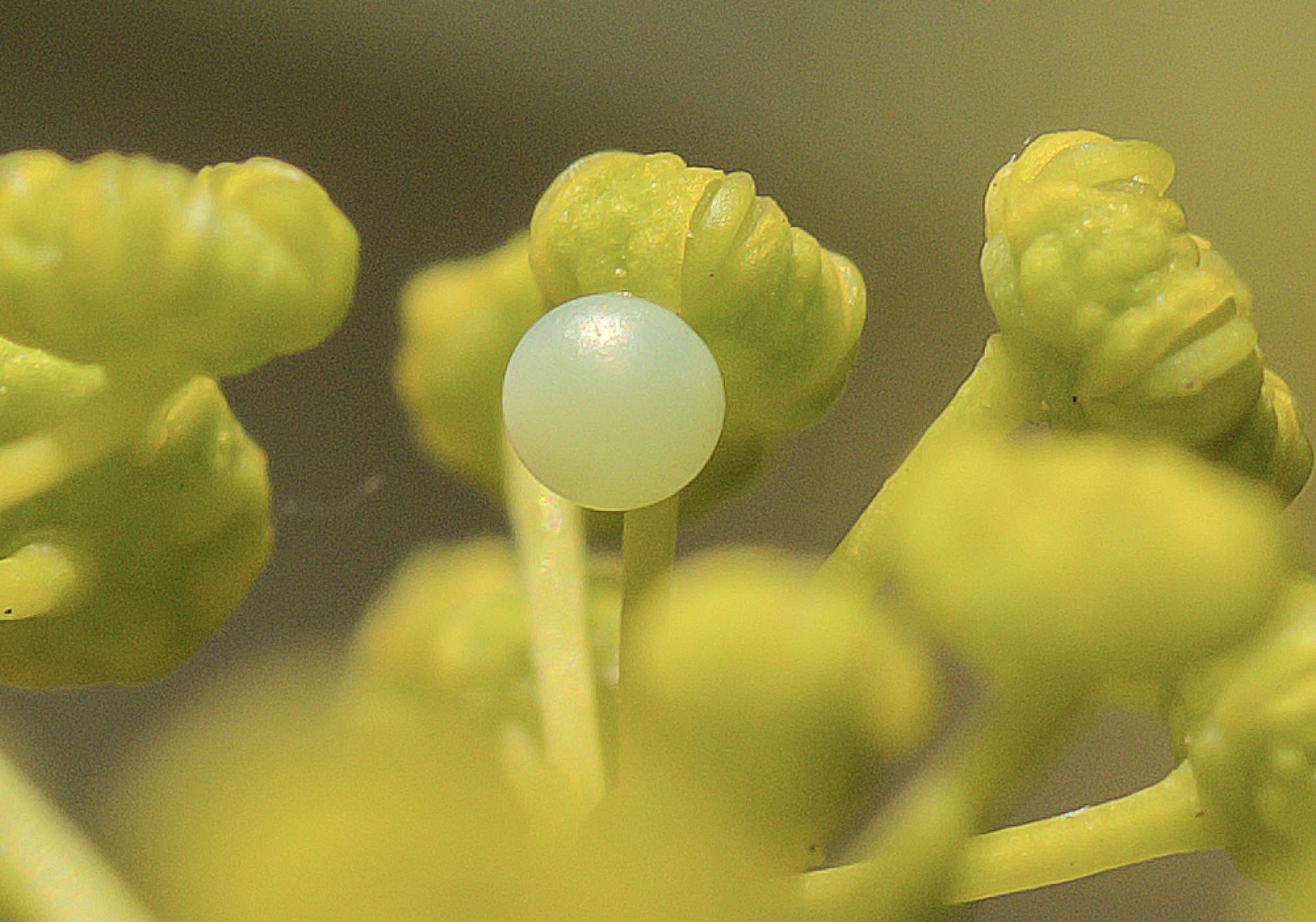
Papilio alexanor uovo-Liguria, prov. di Imperia.
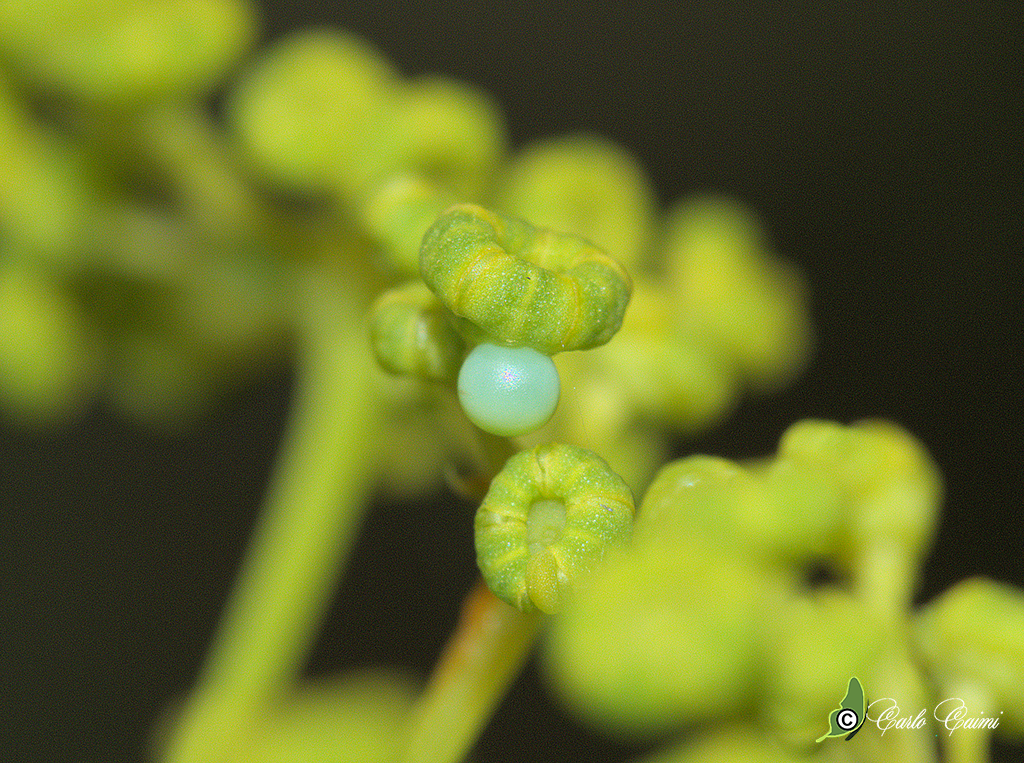
Papilio alexanor-Uovo-Liguria, prov. di Imperia.

### Larva
Il bruco è lungo fino a 65 mm. Presenta delle bande trasversali nere, interrotte da macchie arancioni; il capo è nero.

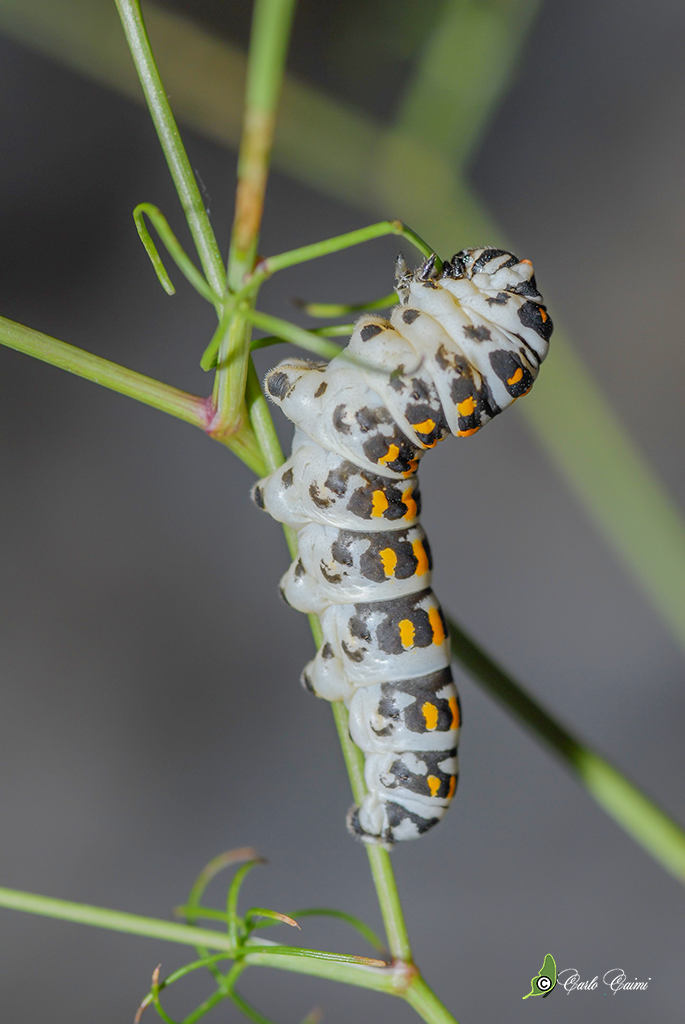
Papilio alexanor bruco-Piemonte, Valle Gesso (CN)
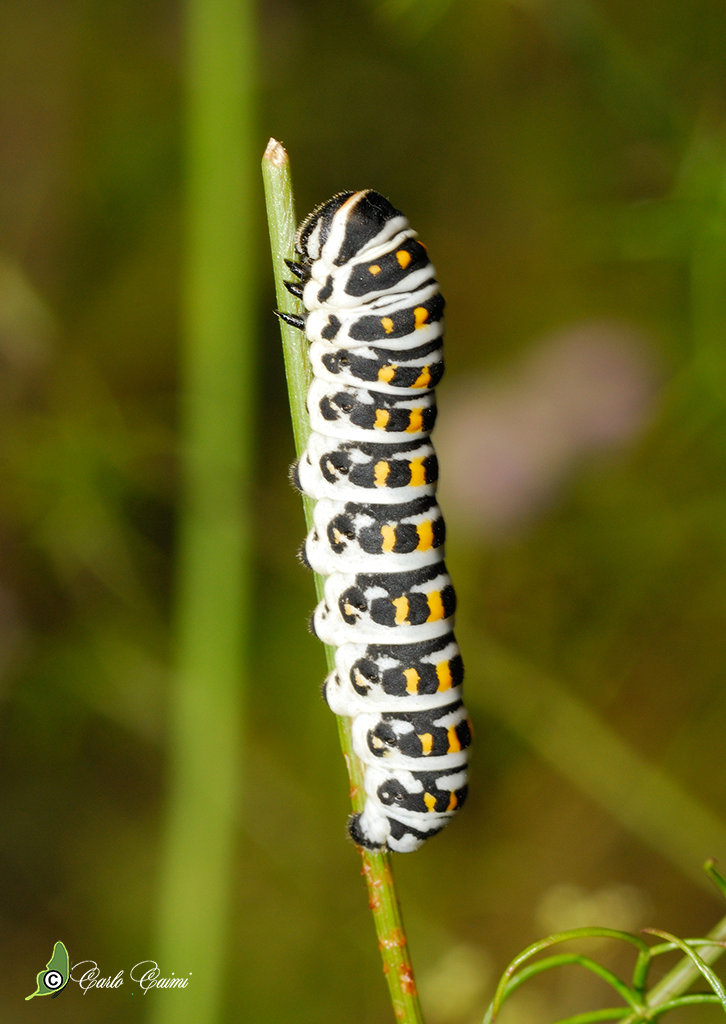
Papilio alexanor bruco Piemonte, Valle Gesso (CN)

### Crisalide
Il bruco al quinto stadio larvale (L5) per l'incrisalidamento manifesta una preferenza per la parte sottostante le pietre. Papilio alexanor sverna allo stato di crisalide e non è raro che sverni per più anni.

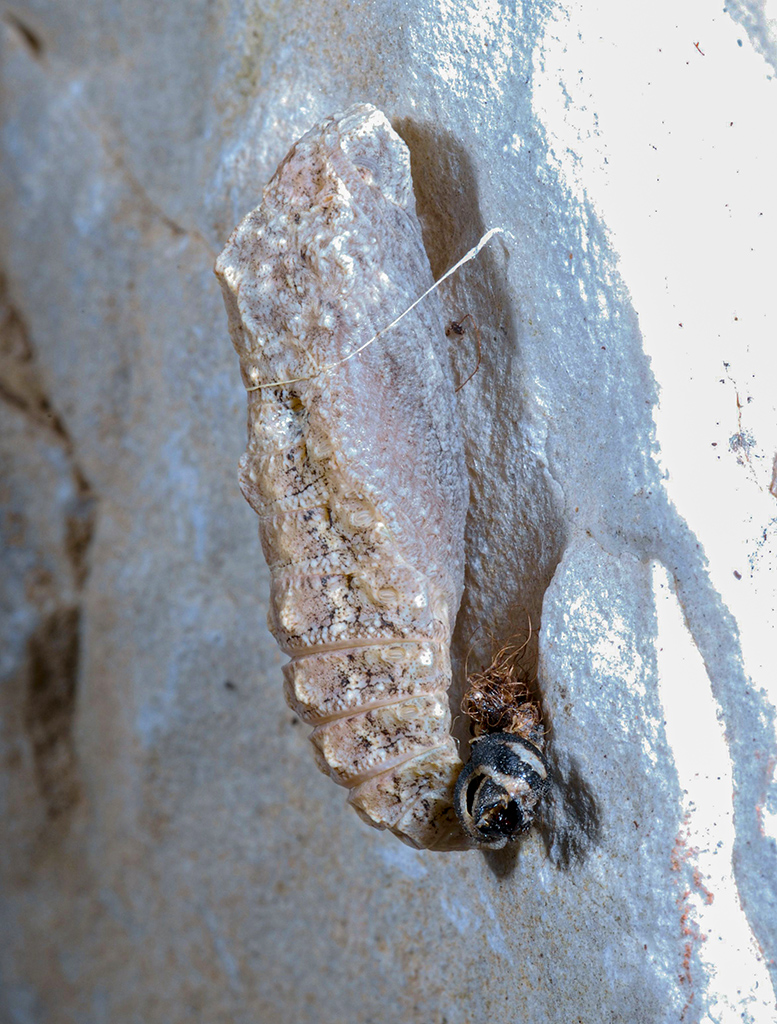
Papilio alexanor crisalide 1-Piemonte, Valle Gesso (CN)
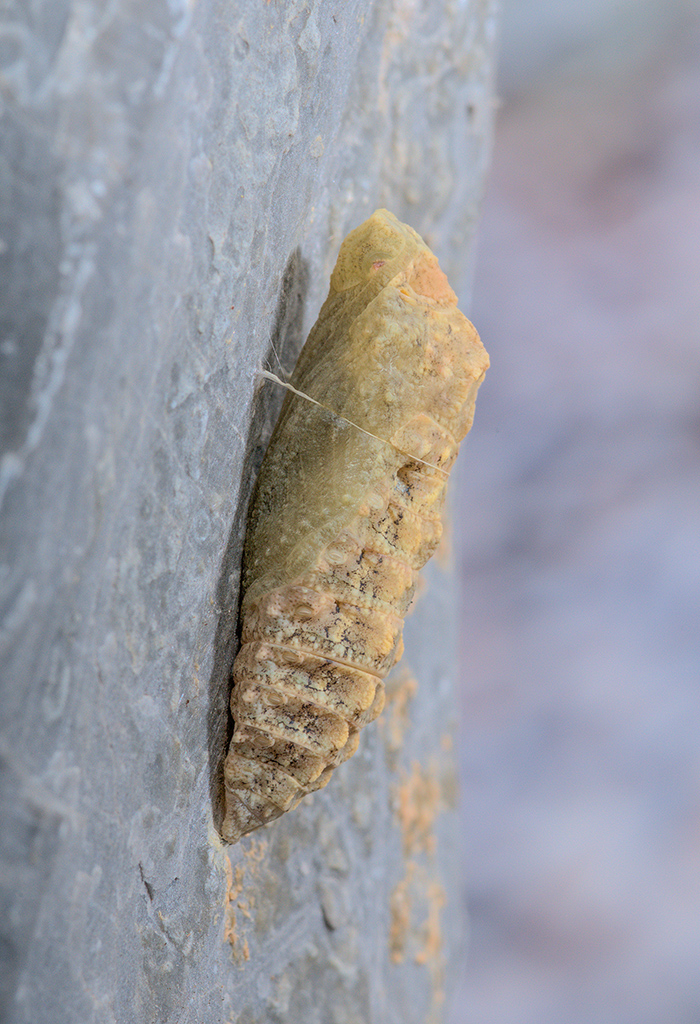
Papilio alexanor crisalide-Piemonte, Valle Gesso (CN)

## Biologia

### Comportamento
Durante la riproduzione i maschi si esibiscono in voli di pattugliamento. Se disturbato, il bruco estroflette a scopo difensivo una ghiandola da dietro la testa in modo simile al macaone.

### Periodo di volo
Ha una sola generazione annuale con sfarfallamenti in maggio-luglio (talvolta già in aprile). I bruchi si rinvengono in luglio. La specie sverna come crisalide.

### Alimentazione
Il bruco vive su varie specie di ombrellifere: in Italia è stato trovato su Trinia glauca, Ferula communis, Opopanax chironium, Seseli montanum, un'altra pianta alimentare conosciuta è Ptychotis saxifraga.

## Distribuzione e habitat
È diffusa dal sud-est della Francia (Provenza), attraverso l'Italia, l'Istria e alcune località dei Balcani, fino ad Anatolia, Iran, Afghanistan e Pakistan. In Italia è conosciuta di poche località di Alpi Marittime (Valle Gesso), Liguria occidentale (al confine con la Francia), Sicilia (coste nordorientali) ed Aspromonte.
Predilige zone montagnose, fino a 1700 m di altitudine. Frequenta pendii assolati ed aridi caratterizzati dalla presenza di rocce calcaree. Il volo dell'adulto è rapido, si posa di preferenza su fiori di cardo, lavanda, Valeriana rubra e altri.

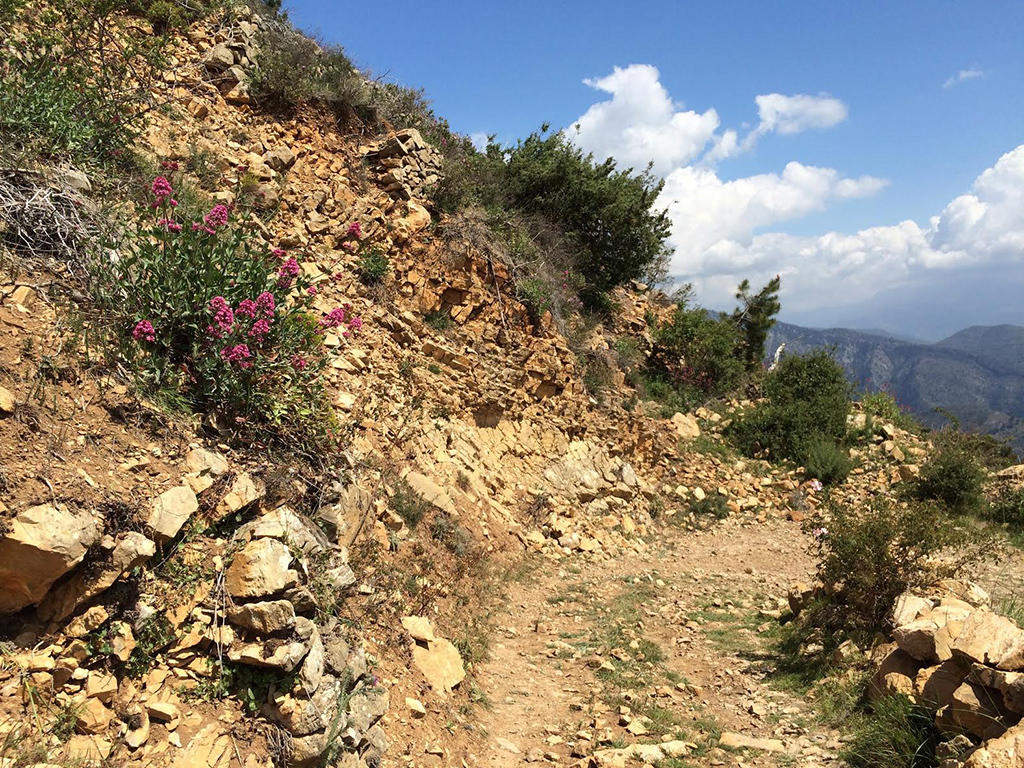
Papilio alexanor habitat-Liguria prov. di Imperia
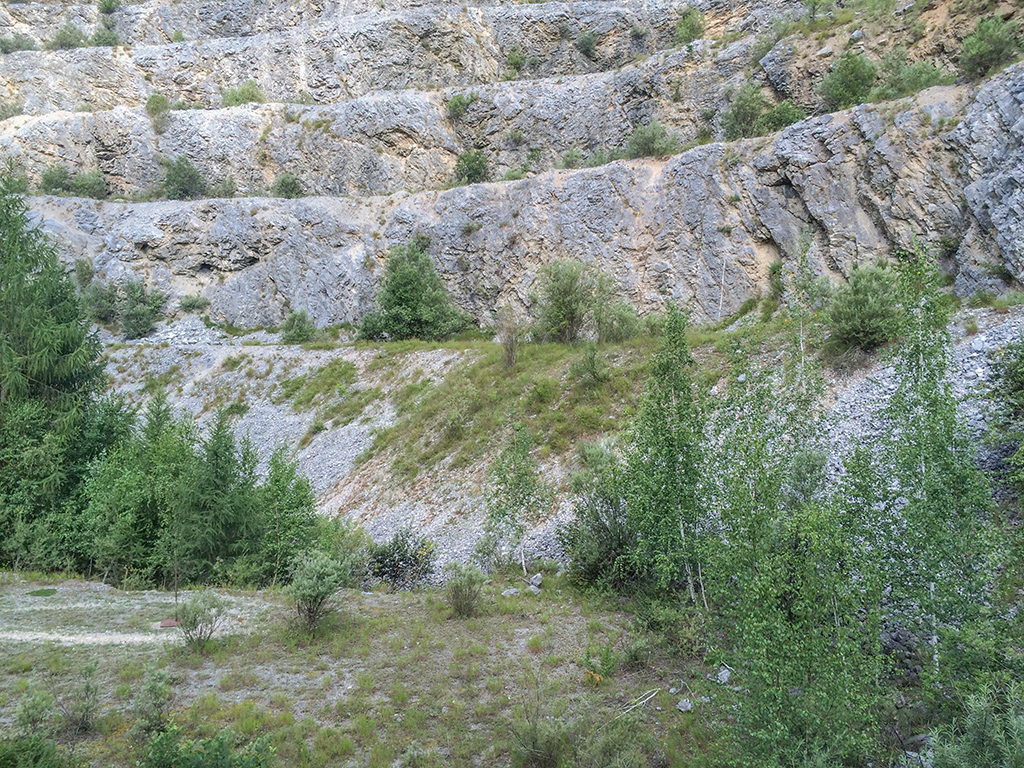
Papilio alexanor habitat-Piemonte, Valle Gesso (CN)

## Conservazione
La specie, a causa della sua bellezza e della rarità, è molto ricercata dai collezionisti e dai commercianti di farfalle. Da questo punto di vista appaiono minacciati soprattutto i siti piemontesi della Val Gesso, più accessibili. È protetta da norme nazionali e internazionali che ne vietano la raccolta e il commercio.
Altro possibile fattore di rischio che ne potrebbe mettere in pericolo la sopravvivenza è la naturale evoluzione della vegetazione da prateria arida a macchia o a bosco.
In Europa la densità di molte popolazioni è diminuita anche perché gli ambienti idonei vengono ridotti dalle attività umane ed in particolare dall'uso di pesticidi per le attività agricole.